# Чатолін
Чатолін (пол. Czatolin) — село в Польщі, у гміні Лишковиці Ловицького повіту Лодзинського воєводства.
Населення — 592 особи (2011).
У 1975-1998 роках село належало до Скерневицького воєводства.

## Демографія
Демографічна структура станом на 31 березня 2011 року:
|          | Загалом | Допрацездатний вік | Працездатний вік | Постпрацездатний вік |
| -------- | ------- | ------------------ | ---------------- | -------------------- |
| Чоловіки | 289     | 50                 | 214              | 25                   |
| Жінки    | 303     | 61                 | 163              | 79                   |
| Разом    | 592     | 111                | 377              | 104                  |